# Єлань-Єлга
Єла́нь-Єлга́ (рос. Елань-Елга, башк. Йыланйылға) — присілок (в минулому селище) у складі Шаранського району Башкортостану, Росія. Входить до складу Старотумбагушевської сільської ради.
Населення — 26 осіб (2010; 29 у 2002).
Національний склад:
- росіяни — 79 %